# Vorgelegeachse

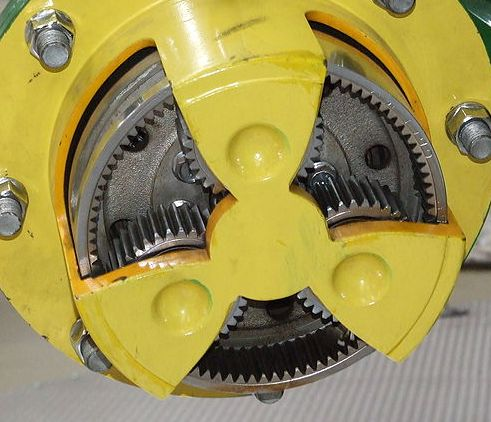
Umlaufrädergetriebe in der Radnabe eines Traktors (Gehäuse aufgeschnitten): zentrales Sonnenrad (verdeckt), drei Umlaufräder, äußeres Hohlrad

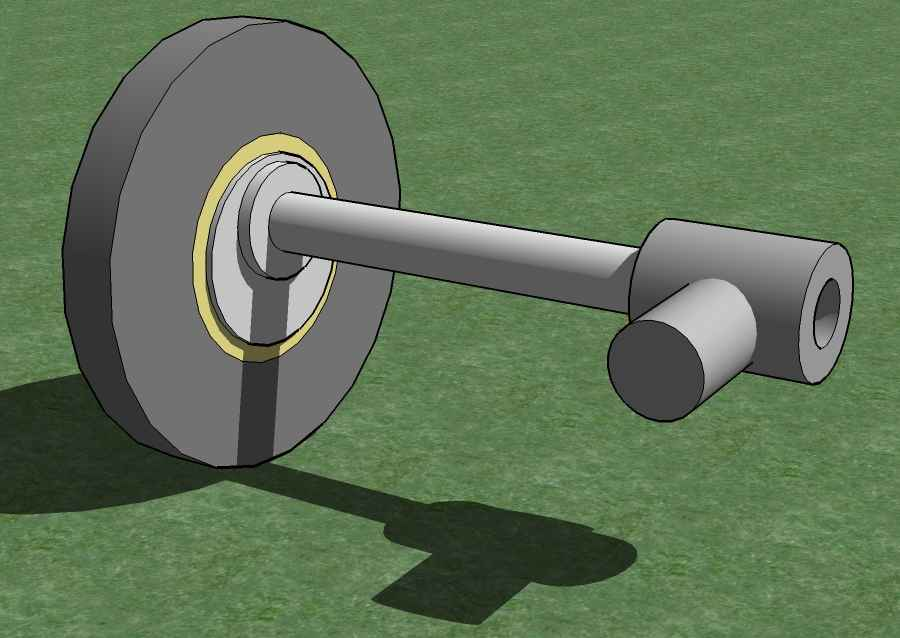
Portalachse: hochgelegte Starrachse mit je einem Stirnradgetriebe an den Radträgern

Vorgelegeachsen sind Antriebsachsen für Fahrzeuge, bei denen in den Radnaben ins Langsame übersetzende Zahnrad-Getriebe eingebaut sind. Diese Bauart ermöglicht dünnere Antriebswellen, da die Nabengetriebe an der Vergrößerung des an den Rädern erforderlichen Antriebsmoments beteiligt sind. Die Getriebe vergrößern allerdings die ungefederten Massen, weshalb sie bei Pkws und anderen Personen transportierenden Fahrzeugen nicht verwendet werden. Meistens werden Umlaufrädergetriebe mit dem Vorteil eingebaut, dass die Antriebswellen koaxial mit der Radnabe sind. 
Portalachsen enthalten in den Radträgern eingebaute einstufige Stirnradgetriebe. Die Drehzahlübersetzung ins Langsame ist hierbei ein Nebenvorteil. Primärer Zweck ist der achsparallele Versatz der Antriebswellen relativ zu den Fahrzeugrad-Achsen. So erhalten geländegängige Fahrzeuge auf diese Weise größere Bodenfreiheit zwischen den angetriebenen Laufrädern. Die Antriebswellen liegen höher. Bei Niederflurbussen werden umgekehrte Portalachsen verwendet, um den Boden über den Achsen tieferlegen zu können. 
Unter Vorgelege wird ebenfalls eine Erweiterung eines Getriebes durch ein zusätzliches, bei Übersetzung ins Langsame meistens nachgeschaltetes Getriebe verstanden. Kennzeichnend dabei ist aber, dass es schaltbare Getriebe sind, wobei der „vorgelegte“ Getriebeteteil eingeschaltet oder ausgeschaltet und umgangen werden kann. Die Zahl der möglichen Gangstufen ist das Produkt der Zahl der Gänge der beiden Getriebe. Ein Vierganggetriebe und ein Zweigangvorgelege ergeben zusammen acht Gänge, zum Beispiel vier lange für die Straße und vier kurze für das Gelände oder den Acker. 